# Spirobrachia
Spirobrachia är ett släkte av ringmaskar. Spirobrachia ingår i familjen skäggmaskar.
Kladogram enligt Catalogue of Life:
| Spirobrachia | \| \| Spirobrachia grandis \| \| \| \| \| \| Spirobrachia leospira \| \| \| \| \| \| Spirobrachia orkneyensis \| \| \| \| |
|              | \| \| Spirobrachia grandis \| \| \| \| \| \| Spirobrachia leospira \| \| \| \| \| \| Spirobrachia orkneyensis \| \| \| \| |
|              | Spirobrachia grandis |
|              | |
|              | Spirobrachia leospira |
|              | |
|              | Spirobrachia orkneyensis                                                                                                  |
|              | |